# My Favorite Part
«My Favorite Part» es una canción grabada por el rapero estadounidense Mac Miller con la voz invitada de la cantante Ariana Grande. El tema fue elegido para ser el tercer sencillo del cuarto álbum de estudio de Miller llamado The Divine Feminine (2016) y publicado como tal el 9 de septiembre de 2016. Esta es su tercera colaboración musical después del tema de Grande del año 2013 "The Way" y un remix de la canción de dicha cantante "Into You" publicado en agosto de 2016. El vídeo musical fue lanzado el 12 de diciembre de 2016 en la cuenta de VEVO y YouTube del rapero.

## Recepción de la crítica
El 13 de septiembre de 2016, The Musical Hype comenta: "Con tres sencillos, está claro que The Divine Feminine va a ser un álbum muy diferente de Mac Miller. "My Favourite Part" es otra salida interesante - maravillosa, conmovedora y llena de romance. La pregunta es, ¿los fans de Miller estarán bien con la salida? En última instancia, no es una mala mirada, pero diferente."
El 17 de septiembre de 2017, Radio Wave Monitor comenta: "My Favorite Part" captura a los dos artistas en su mejor momento. Miller suena tan suave como la seda china, mientras que Grande es como el caramelo líquido, con su lugar de invitado pop chanteuse.

## Presentaciones en vivo
Miller presentó el tema junto a Grande en diversos conciertos de su Divine Feminine Tour, por ejemplo, el 31 de octubre en el 'Red Rocks Amphitheater' en Morrison, Colorado o unas semanas atrás en su parada en Birmingham. Mac Miller y Ariana Grande emitieron una interpretación en vivo de su nuevo dueto "My Favorite Part" en un reciente concierto especial para el nuevo álbum del rapero en la ciudad de Pittsburgh,

## Listas de éxitos
| Lista (2016)                                                    | Posición más alta |
| --------------------------------------------------------------- | ----------------- |
| Nueva Zelanda (Recorded Music NZ)                               | 3                 |
| Estados Unidos (Bubbling Under R&B/Hip-Hop Singles) (Billboard) | 2                 |